# Бабарына
Бабарына (якут. Бабаарына) — река в Восточной Сибири, приток реки Лены. Протекает по территории Жиганского района Якутии.

## География
Река Бабарына протекает вдали от населённых пунктов. По берегам произрастают лиственницы. Длина реки составляет 21 км. Впадает в протоку Кюеленке-Тебюлех, реки Лены, которая впадает в Лену слева на расстоянии 620 километров от её устья.

## Данные водного реестра
По данным государственного водного реестра России относится к Ленскому бассейновому округу. Код водного объекта — 18030900112117500009242.